# Anchastus discoidalis
Anchastus discoidalis là một loài bọ cánh cứng trong họ Elateridae. Loài này được Waterhouse miêu tả khoa học năm 1900.